# Wiefelstede
Wiefelstede là một đô thị ở huyện Ammerland, trong bang Niedersachsen, nước Đức. Đô thị Wiefelstede có diện tích 106,01 km². It có cự ly khoảng 15 km về phía tây bắc của Oldenburg.
Đây là nơi có Brötje Automation GmbH, một nhà sản xuất máy bay.
Giáo đường St. Johannes Evangelical Lutheran nằm ở Wiefelstede được khai trương năm 1057.